# Château d'Aurec
Le château d'Aurec est un édifice situé à Aurec-sur-Loire, en France.

## Localisation
Le château est situé sur le territoire de la commune d'Aurec-sur-Loire, 37 place de l'Église, dans le département  de la Haute-Loire, en région Auvergne-Rhône-Alpes.

## Description
Le château primitif a probablement été construit vers 1100 par les comtes de Forez. Le château actuel a été élevé essentiellement aux XVe et XVIe siècles. C'est une des plus importantes forteresses de la région par ses dimensions, sa position stratégique et son rôle historique. Nombreuses transformations aux XVIIIe et XIXe siècles. Décor intérieur (boiseries, stucs et peintures) date du XVIIIe siècle.
Il est une ancienne propriété de la famille Fustier. Son parc, aujourd'hui jardin public, compte des arbres centenaires (cèdres et séquoias géants). Ses locaux abritent également la bibliothèque communale.

## Historique
Le château est inscrit au titre des monuments historiques par arrêté du 31 décembre 1996.

## Galerie

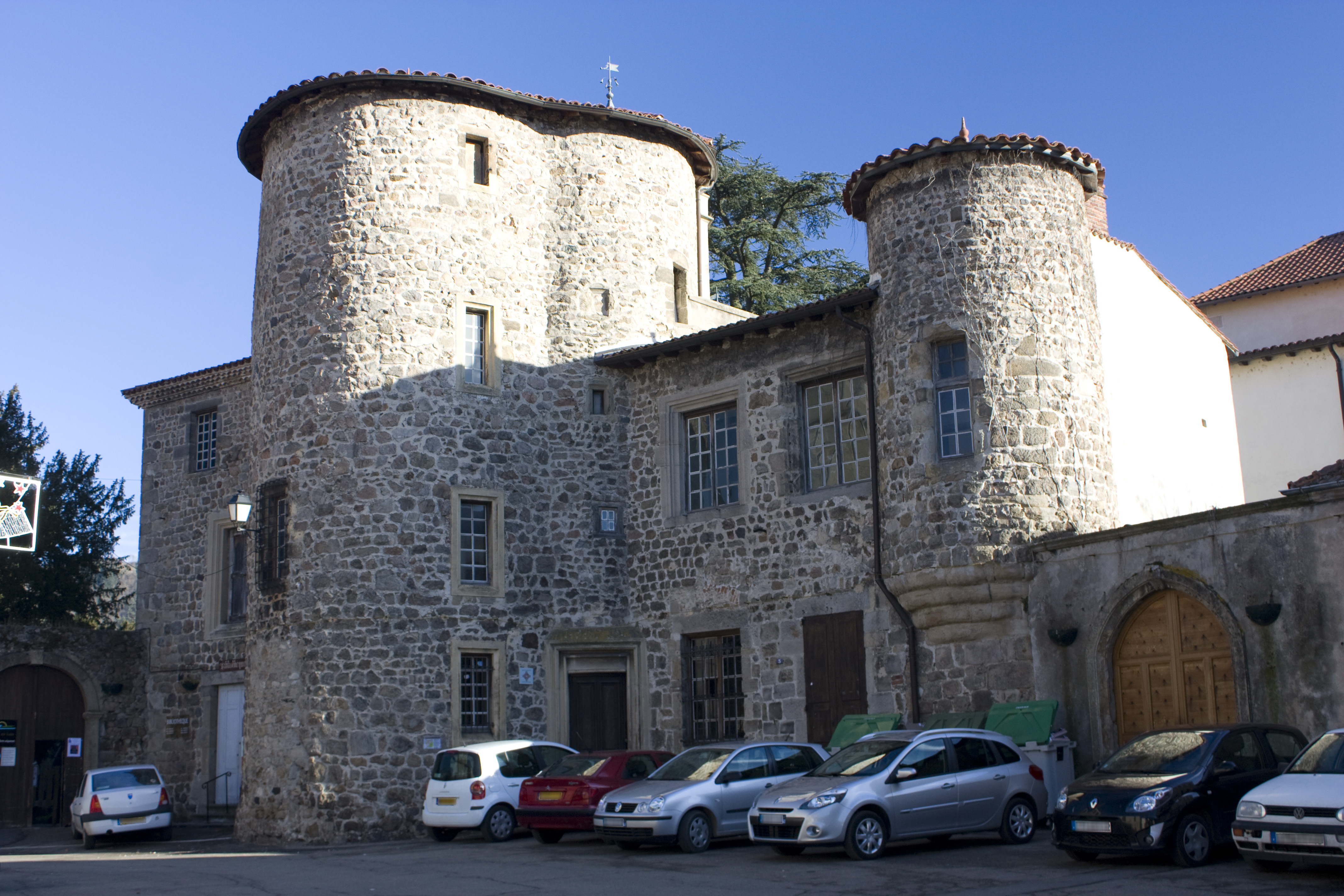
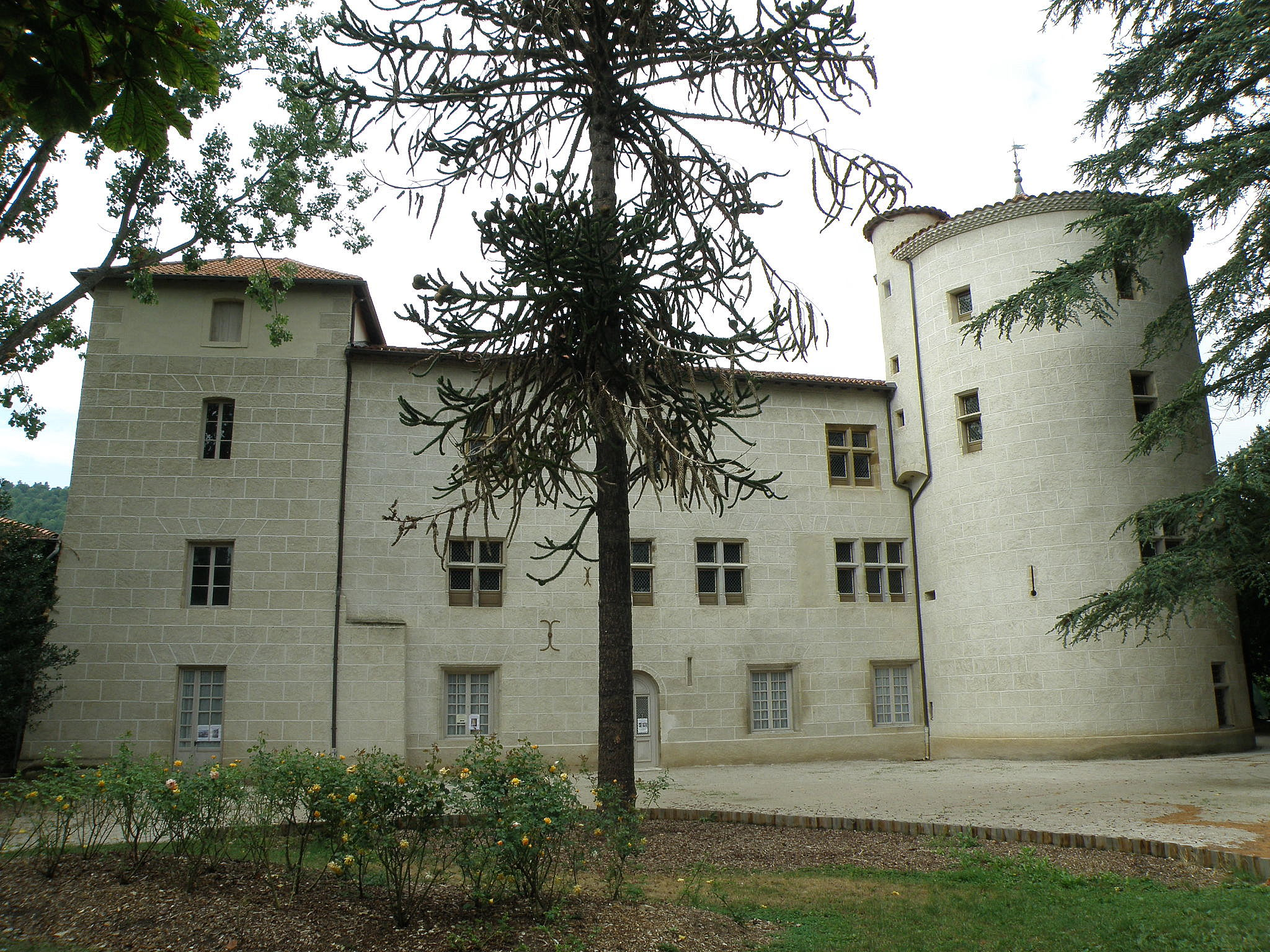
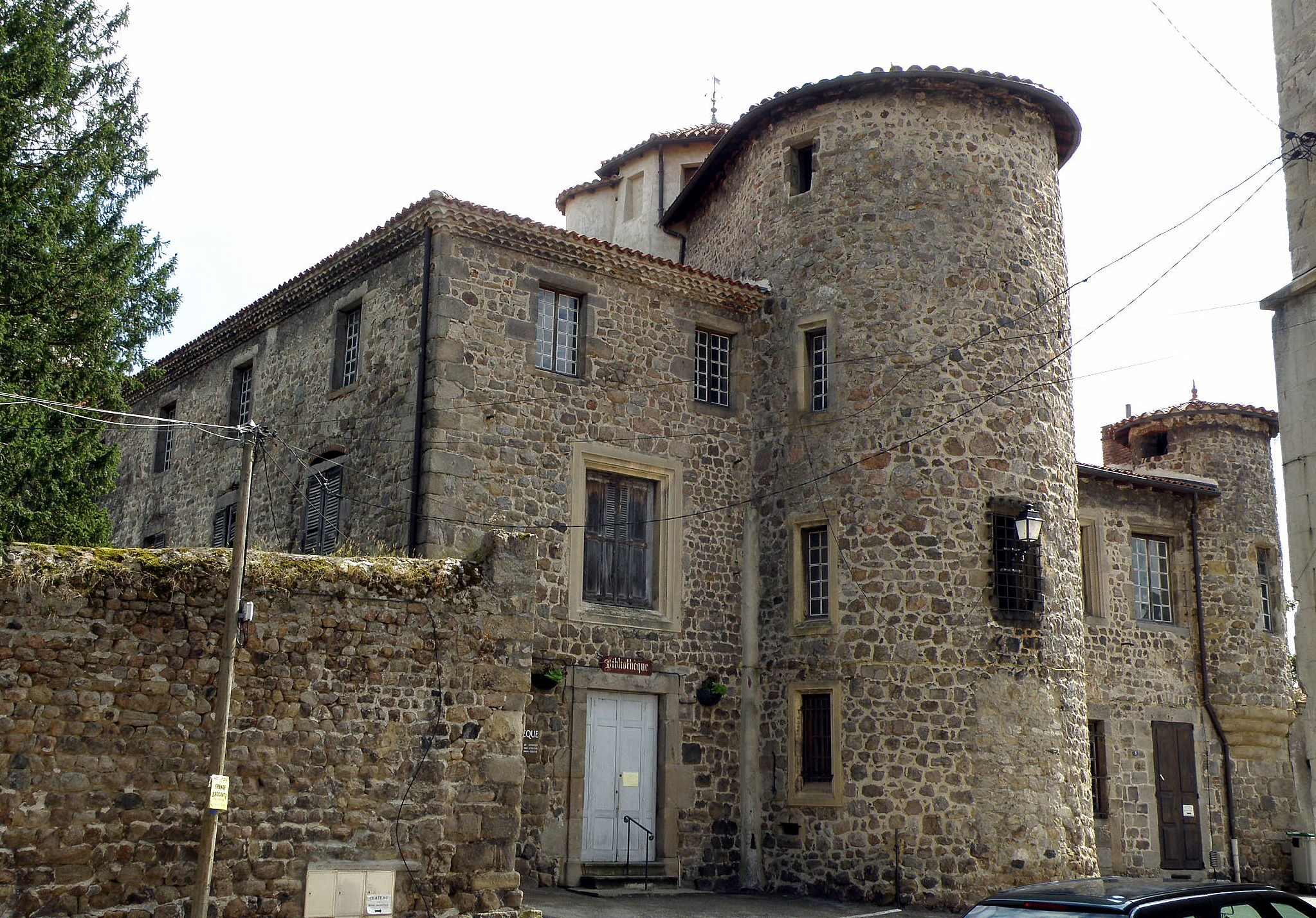
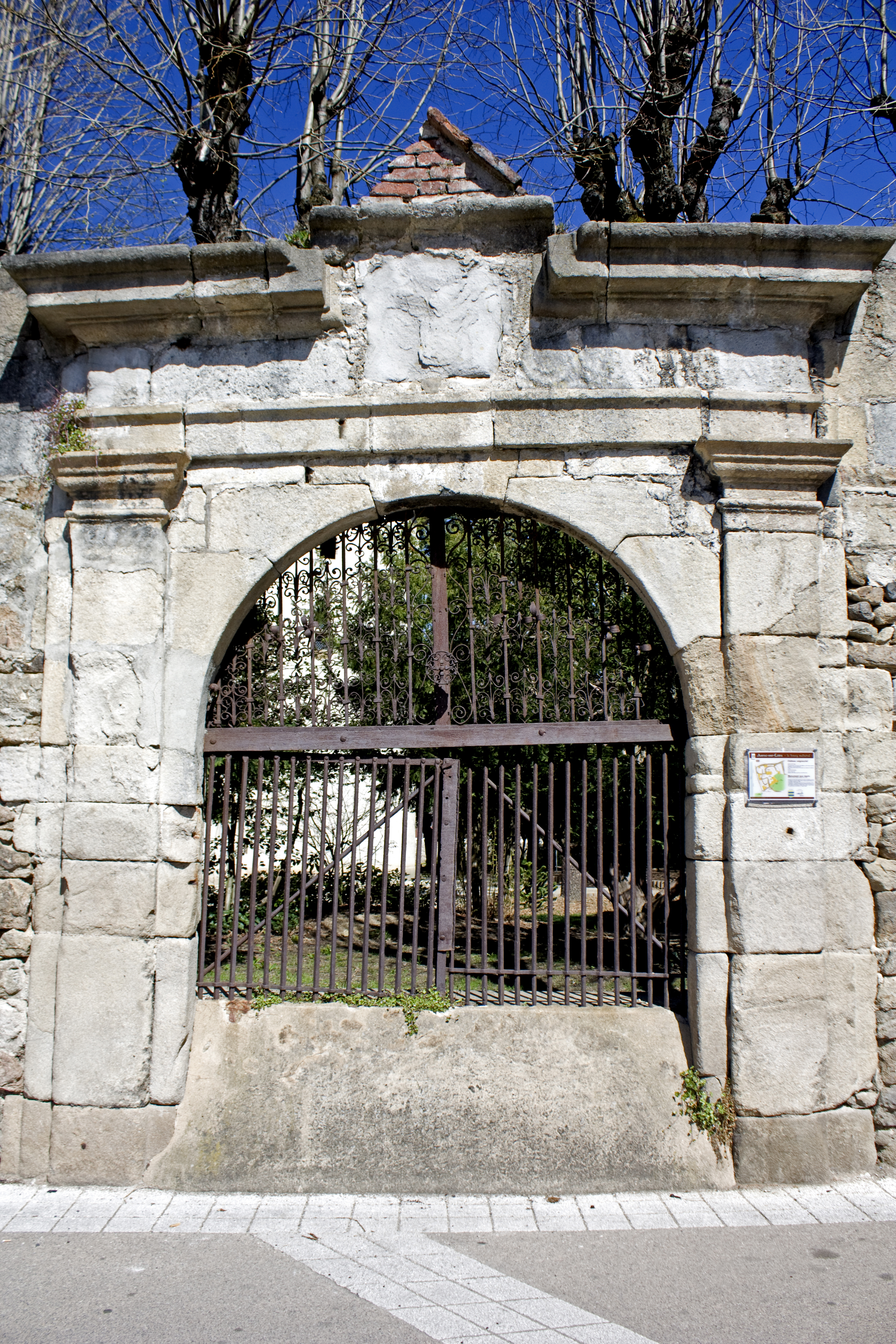